# Bausch & Lomb Championships 1999 - Qualificazioni singolare
Le qualificazioni del singolare  del Bausch & Lomb Championships 1999 sono state un torneo di tennis preliminare per accedere alla fase finale della manifestazione. I vincitori dell'ultimo turno sono entrati di diritto nel tabellone principale. In caso di ritiro di uno o più giocatori aventi diritto a questi sono subentrati i lucky loser, ossia i giocatori che hanno perso nell'ultimo turno ma che avevano una classifica più alta rispetto agli altri partecipanti che avevano comunque perso nel turno finale.

## Giocatrici

### Teste di serie
1. Jana Nejedly (qualificata)
2. Emmanuelle Gagliardi (qualificata)
3. Alexandra Stevenson (ultimo turno, Lucky Loser)
4. Sandra Načuk (qualificata)

1. Evgenija Kulikovskaja (ultimo turno, Lucky Loser)
2. Pavlina Stoyanova (ultimo turno)
3. Karin Miller (primo turno)
4. Nadia Petrova (qualificata)

### Qualificate
1. Jana Nejedly
2. Larissa Schaerer
3. Sandra Načuk
4. Sonya Jeyaseelan

1. Tina Pisnik
2. María José Gaidano
3. Nadia Petrova
4. Emmanuelle Gagliardi

#### Lucky Losers
1. Evgenija Kulikovskaja

1. Alexandra Stevenson

## Tabellone qualificazioni

### Legenda
| - Q = Qualificato - WC = Wild card - LL = Lucky loser | - ALT = Alternate - SE = Special Exempt - PR = Protected Ranking | - w/o = Walkover - r = Ritirato - d = Squalificato |

### Sezione 1
|  | Primo turno  | Primo turno  | Primo turno  | Primo turno  | Primo turno  |  |  | Ultimo turno | Ultimo turno | Ultimo turno | Ultimo turno | Ultimo turno |  |
|  |              |              |              |              |              |  |  |              |              |              |              |              |  |
|  | 1            | Jana Nejedly | Jana Nejedly | Jana Nejedly | Jana Nejedly |  |  |              |              |              |              |              |  |
|  |              | Bye          | Bye          | Bye          | Bye          |  |  | 1            | Jana Nejedly | Jana Nejedly | 6            | 6            |  |
|  | Joanne Moore | Joanne Moore | Joanne Moore | 6            | 6            |  |  |              | Joanne Moore | Joanne Moore | 2            | 2            |  |
|  | Keiko Ishida | Keiko Ishida | Keiko Ishida | 4            | 1            |  |  |              |              |              |              |              |  |

### Sezione 2
|  | Primo turno      | Primo turno      | Primo turno      | Primo turno | Primo turno |  |  | Ultimo turno     | Ultimo turno     | Ultimo turno     | Ultimo turno | Ultimo turno |  |
|  |                  |                  |                  |             |             |  |  |                  |                  |                  |              |              |  |
|  | Keiko Namatomi   | Keiko Namatomi   | Keiko Namatomi   | 1           | 2           |  |  |                  |                  |                  |              |              |  |
|  | Larissa Schaerer | Larissa Schaerer | Larissa Schaerer | 6           | 6           |  |  | Larissa Schaerer | Larissa Schaerer | Larissa Schaerer | 6            | 7            |  |
|  |                  | Aleksandra Olsza | Aleksandra Olsza | 6           | 6           |  |  | Aleksandra Olsza | Aleksandra Olsza | Aleksandra Olsza | 1            | 65           |  |
|  | 7                | Karin Miller     | Karin Miller     | 3           | 1           |  |  |                  |                  |                  |              |              |  |

### Sezione 3
|  | Primo turno    | Primo turno    | Primo turno    | Primo turno  | Primo turno  |  |  | Ultimo turno | Ultimo turno   | Ultimo turno   | Ultimo turno | Ultimo turno |  |
|  |                |                |                |              |              |  |  |              |                |                |              |              |  |
|  | 4              | Sandra Načuk   | Sandra Načuk   | Sandra Načuk | Sandra Načuk |  |  |              |                |                |              |              |  |
|  |                | Bye            | Bye            | Bye          | Bye          |  |  | 4            | Sandra Načuk   | Sandra Načuk   | 6            | 6            |  |
|  | Elena Makarova | Elena Makarova | Elena Makarova | 6            | 6            |  |  |              | Elena Makarova | Elena Makarova | 3            | 3            |  |
|  | Lindsay Lee    | Lindsay Lee    | Lindsay Lee    | 2            | 4            |  |  |              |                |                |              |              |  |

### Sezione 4
|  | Primo turno      | Primo turno           | Primo turno           | Primo turno           | Primo turno           |  |  | Ultimo turno | Ultimo turno          | Ultimo turno          | Ultimo turno | Ultimo turno |  |
|  |                  |                       |                       |                       |                       |  |  |              |                       |                       |              |              |  |
|  | Sonya Jeyaseelan | Sonya Jeyaseelan      | 3                     | 6                     | 6                     |  |  |              |                       |                       |              |              |  |
|  | Tina Križan      | Tina Križan           | 6                     | 2                     | 3                     |  |  |              | Sonya Jeyaseelan      | Sonya Jeyaseelan      | 6            | 6            |  |
|  |                  | Bye                   | Bye                   | Bye                   | Bye                   |  |  | 5            | Evgenija Kulikovskaja | Evgenija Kulikovskaja | 4            | 1            |  |
|  | 5                | Evgenija Kulikovskaja | Evgenija Kulikovskaja | Evgenija Kulikovskaja | Evgenija Kulikovskaja |  |  |              |                       |                       |              |              |  |

### Sezione 5
|  | Primo turno    | Primo turno       | Primo turno    | Primo turno | Primo turno |  |  | Ultimo turno | Ultimo turno      | Ultimo turno      | Ultimo turno | Ultimo turno |  |
|  |                |                   |                |             |             |  |  |              |                   |                   |              |              |  |
|  | 6              | Pavlina Stoyanova | 3              | 6           | 6           |  |  |              |                   |                   |              |              |  |
|  |                | Katie Schlukebir  | 6              | 2           | 3           |  |  | 6            | Pavlina Stoyanova | Pavlina Stoyanova | 3            | 4            |  |
|  | Tina Pisnik    | Tina Pisnik       | Tina Pisnik    | 6           | 6           |  |  |              | Tina Pisnik       | Tina Pisnik       | 6            | 6            |  |
|  | Eleni Rossides | Eleni Rossides    | Eleni Rossides | 0           | 1           |  |  |              |                   |                   |              |              |  |

### Sezione 6
|  | Primo turno        | Primo turno         | Primo turno         | Primo turno         | Primo turno         |  |  | Ultimo turno | Ultimo turno        | Ultimo turno        | Ultimo turno | Ultimo turno |  |
|  |                    |                     |                     |                     |                     |  |  |              |                     |                     |              |              |  |
|  | María José Gaidano | María José Gaidano  | 64                  | 6                   | 6                   |  |  |              |                     |                     |              |              |  |
|  | Radka Zrubáková    | Radka Zrubáková     | 7                   | 3                   | 1                   |  |  |              | María José Gaidano  | María José Gaidano  | 6            | 6            |  |
|  |                    | Bye                 | Bye                 | Bye                 | Bye                 |  |  | 3            | Alexandra Stevenson | Alexandra Stevenson | 1            | 4            |  |
|  | 3                  | Alexandra Stevenson | Alexandra Stevenson | Alexandra Stevenson | Alexandra Stevenson |  |  |              |                     |                     |              |              |  |

### Sezione 7
|  | Primo turno          | Primo turno          | Primo turno          | Primo turno | Primo turno |  |  | Ultimo turno | Ultimo turno         | Ultimo turno         | Ultimo turno | Ultimo turno |  |
|  |                      |                      |                      |             |             |  |  |              |                      |                      |              |              |  |
|  | 8                    | Nadia Petrova        | Nadia Petrova        | 6           | 6           |  |  |              |                      |                      |              |              |  |
|  |                      | Samantha Reeves      | Samantha Reeves      | 1           | 2           |  |  | 8            | Nadia Petrova        | Nadia Petrova        | 7            | 6            |  |
|  | Tracy Singian        | Tracy Singian        | Tracy Singian        | 4           | 3           |  |  |              | Lauren Nikolaus-Zink | Lauren Nikolaus-Zink | 5            | 1            |  |
|  | Lauren Nikolaus-Zink | Lauren Nikolaus-Zink | Lauren Nikolaus-Zink | 6           | 6           |  |  |              |                      |                      |              |              |  |

### Sezione 8
|  | Primo turno   | Primo turno          | Primo turno          | Primo turno          | Primo turno          |  |  | Ultimo turno | Ultimo turno         | Ultimo turno         | Ultimo turno | Ultimo turno |  |
|  |               |                      |                      |                      |                      |  |  |              |                      |                      |              |              |  |
|  | Jill Craybas  | Jill Craybas         | Jill Craybas         | 6                    | 6                    |  |  |              |                      |                      |              |              |  |
|  | Trina Singian | Trina Singian        | Trina Singian        | 2                    | 0                    |  |  |              | Jill Craybas         | Jill Craybas         | 1            | 2            |  |
|  |               | Bye                  | Bye                  | Bye                  | Bye                  |  |  | 2            | Emmanuelle Gagliardi | Emmanuelle Gagliardi | 6            | 6            |  |
|  | 2             | Emmanuelle Gagliardi | Emmanuelle Gagliardi | Emmanuelle Gagliardi | Emmanuelle Gagliardi |  |  |              |                      |                      |              |              |  |